# Đàm phán Brexit
Đàm phán Brexit đang diễn ra giữa Vương quốc Anh và Liên minh châu Âu về việc rút Vương quốc Anh khỏi Liên minh châu Âu sau cuộc trưng cầu dân ý của Liên minh châu Âu Vương quốc Anh vào ngày 23 tháng 6 năm 2016.
Thời gian đàm phán bắt đầu vào ngày 29 tháng 3 năm 2017, khi Vương quốc Anh khởi động tiến trình rút khỏi EU theo Điều 50 của Hiệp ước về Liên minh châu Âu; theo thời hạn hai năm theo quy định tại Điều 50, thời hạn sẽ kết thúc vào ngày 29 tháng 3 năm 2019.
Vào ngày 19 tháng 6 năm 2017, Thư ký Brexit lúc bấy giờ là David Davis đã đến Brussels để bắt đầu các cuộc hội đàm với Michel Barnier, Nhà đàm phán trưởng do Ủy ban Châu Âu bổ nhiệm. Các cuộc đàm phán về thỏa thuận rút khỏi EU (bao gồm giai đoạn chuyển tiếp và phác thảo các mục tiêu cho mối quan hệ tương lai giữa Anh và EU) đã được ký kết vào tháng 11 năm 2018, với Liên minh châu Âu cho thấy rằng không có cuộc đàm phán hoặc thay đổi nào nữa trước khi Anh rời khỏi hợp pháp Sẽ có thể. Nếu thỏa thuận rút khỏi EU được Anh và các chính phủ tiểu bang EU khác phê chuẩn và có hiệu lực, có thể cần nhiều cuộc đàm phán hơn để giải quyết các hiệp ước Hiệp định thương mại tự do giữa Liên minh châu Âu và các thành viên (bao gồm cả Anh) cho một phần và các nước thứ ba cho phần khác, và hạn ngạch thuế suất, có thể được chia hoặc đàm phán lại.
Vào tháng 3 năm 2019, Thủ tướng Vương quốc Anh Theresa May và các nhà lãnh đạo Liên minh Châu Âu đã đàm phán trì hoãn hai tuần, chuyển thời hạn từ 29 tháng 3 đến 12 tháng 4 năm 2019. Sự chậm trễ này nhằm cho phép Quốc hội Vương quốc Anh tranh luận về thỏa thuận Brexit được đề xuất.

## Bối cảnh

### Tổng tuyển cử Vương quốc Anh 2015
Trong tuyên ngôn của Đảng Bảo thủ cho cuộc tổng tuyển cử Vương quốc Anh vào tháng 5 năm 2015, một cuộc trưng cầu dân ý ở EU đã được hứa vào cuối năm 2017.
Cuộc trưng cầu dân ý được tổ chức vào ngày 23 tháng 6 năm 2016, dẫn đến tỷ lệ phiếu bầu chiếm 52% đồng ý Rời khỏi Liên minh Châu Âu.

## Công tác chuẩn bị và ý định
Theo quốc hội châu Âu, "Hiện tại, hai bên có quan điểm khác nhau về trình tự và phạm vi của các cuộc đàm phán, và đáng chú ý là sự giao thoa giữa thỏa thuận rút tiền và cấu trúc của các mối quan hệ trong tương lai có thể là một trong những thách thức lớn đầu tiên phải vượt qua. " 